# Heriaeus hirtus
Heriaeus hirtus es una especie de araña cangrejo del género Heriaeus, familia Thomisidae. Fue descrita científicamente por Latreille en 1819.

## Descripción
Heriaeus hirtus puede alcanzar una longitud corporal de 3,5 a 5,5 milímetros (0,14 a 0,22 pulgadas) en los machos, de 8 a 11 milímetros (0,31 a 0,43 pulgadas) en las hembras. Estas arañas suelen ser de color verde pálido, con un abdomen de color verde más claro o amarillo pálido, vagamente triangulares y más largas que anchas. El lado ventral del abdomen es verde y tiene filas de puntos negros. También las piernas son verdes. El cuerpo y las piernas están cubiertos de largas cerdas blancas. El cefalotórax está dividido longitudinalmente por una línea mediana clara y generalmente muestra tres líneas claras longitudinales y tres transversales. Los machos tienen un abdomen más delgado, generalmente con una marca rojiza. Las hembras son de color verde pálido, con pelos largos y espinas. La estructura genital externa de la mujer es bastante verde pálido. Esta especie es bastante similar a Heriaeus melloteei y Heriaeus graminicola.

## Distribución
Esta especie se encuentra en Europa, Turquía y Cáucaso.

## Hábitat
Estas arañas se pueden encontrar en ambientes soleados, en arbustos y en bosques pedregosos, especialmente en plantas peludas, en árboles y arbustos de hoja perenne.

## Biología
Los adultos se pueden encontrar de marzo a octubre. Cazan insectos, especialmente abejas, avispas, moscas y mariposas.